# Cattedrale di Mogadiscio
La cattedrale di Mogadiscio fu la chiesa principale della diocesi di Mogadiscio.
La cattedrale è stata gravemente danneggiata durante la guerra civile ed è in stato d'abbandono.

## Storia

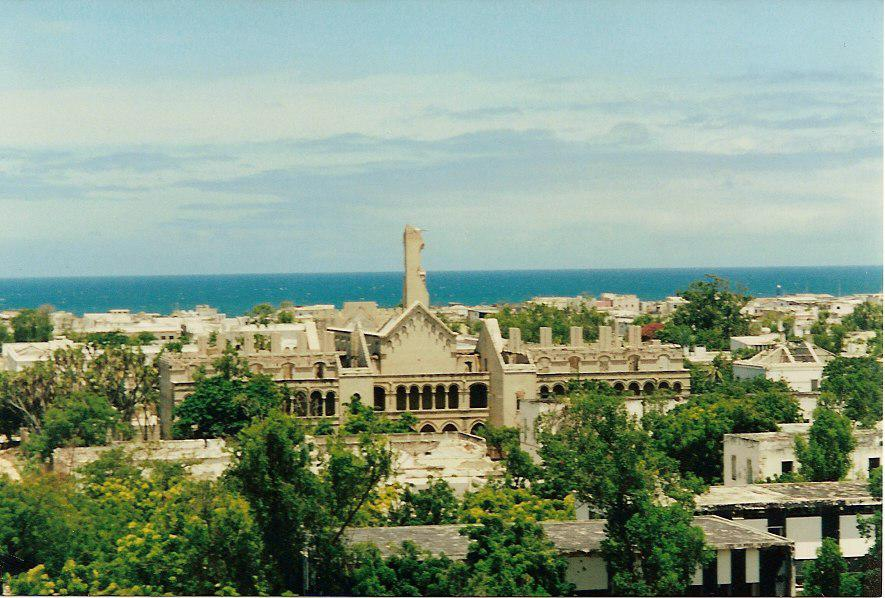
Veduta delle rovine della cattedrale (2007)

Alla metà degli anni venti Mogadiscio era capoluogo della Somalia italiana.
In quel periodo la Santa Sede eresse la città a sede di vicariato apostolico, poi divenuto, nel 1975, diocesi.
Furono gli italiani, in seguito all'approvazione del nuovo piano regolatore, a edificare il luogo di culto tra il 1925 e il 1928: la chiesa venne costruita sul modello del duomo di Cefalù, in stile gotico normanno, su progetto dell'ingegner Antonio Vandone di Cortemilia.
La facciata, dall'aspetto imponente, era delimitata ai fianchi da due campanili, alti ciascuno 37,50 metri. Fu inaugurata il 1º marzo 1928. La pianta dell'edificio era a croce latina; al suo interno era diviso in tre navate, separate da pilastri polistili con archi ogivali. La chiesa venne affidata ai missionari della Consolata, poi sostituiti dai frati minori.

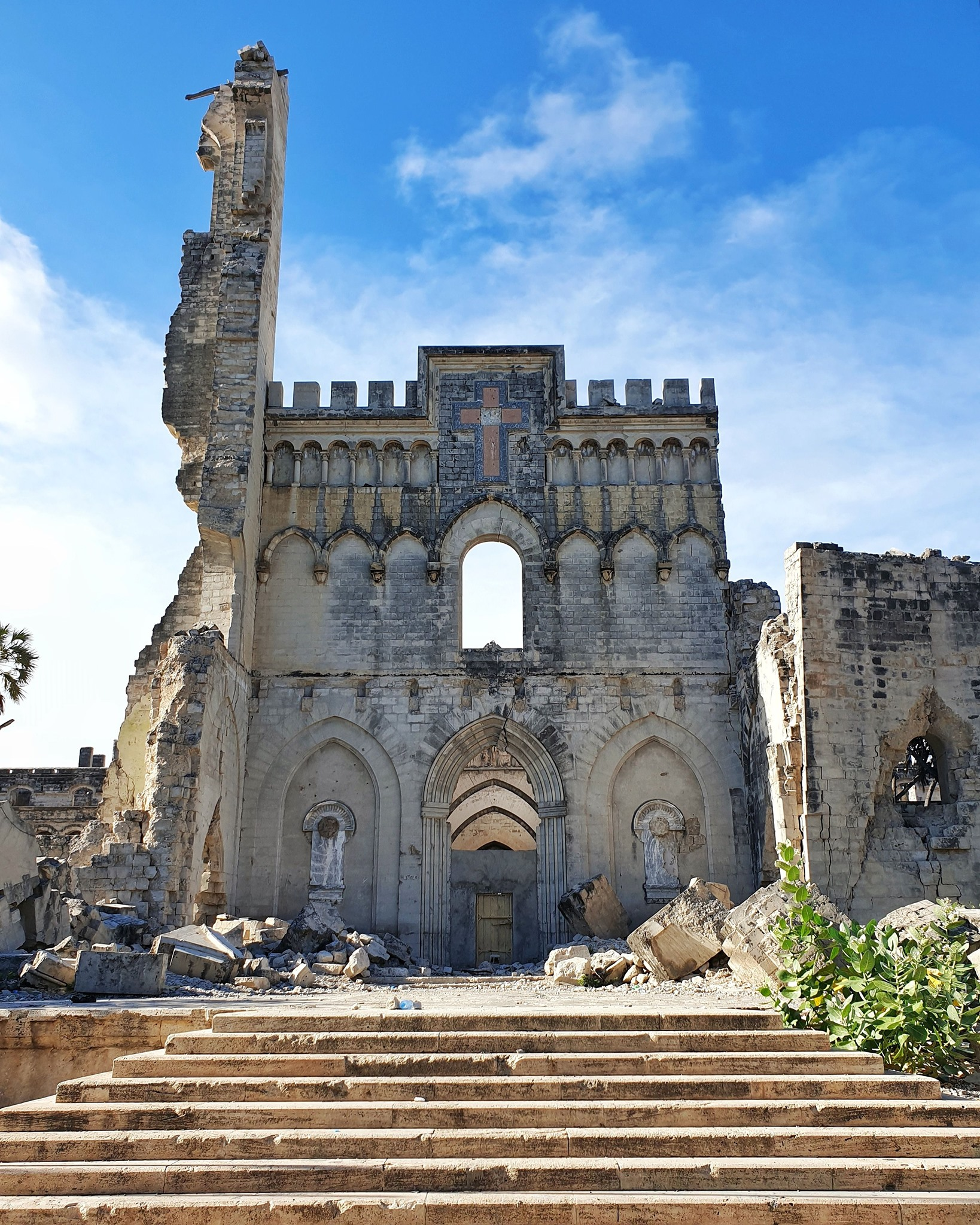
Ruderi della Cattedrale di Mogadiscio

La sera del 9 luglio 1989 all'esterno della cattedrale venne ucciso da un unico individuo, rimasto sconosciuto, il vescovo di Mogadiscio, il francescano Pietro Salvatore Colombo, mentre all'interno della chiesa si stava celebrando la messa.
Dal 1991 in poi la cattedrale non fu più utilizzata regolarmente. Nel corso della fase più acuta della guerra civile somala l'edificio fu oggetto di saccheggi, fino alla sua parziale distruzione nel 2008. Attualmente ne sopravvivono imponenti ruderi.